# Мизула (Монтана)
Мизула (енгл. Missoula) град је у америчкој савезној држави Монтана.

## Демографија
По попису из 2010. године број становника је 66.788, што је 9.735 (17,1%) становника више него 2000. године.
| Група             | 2000.          | 2010.          |
| Белци             | 52.843 (92,6%) | 60.313 (90,3%) |
| Афроамериканци    | 207 (0,4%)     | 352 (0,5%)     |
| Азијати           | 703 (1,2%)     | 809 (1,2%)     |
| Хиспаноамериканци | 1.004 (1,8%)   | 1.943 (2,9%)   |
| Укупно            | 57.053         | 66.788         |